# 卷舌一

卷舌一(ν)在英仙座的位置

卷舌一，即英仙座ν（ν Persei），是一个位于英仙座恒星，距离地球约555光年。
卷舌一是一颗蓝色F5II的高光度黄白色亮巨星，视星等为3.77。该星绝对星等为-2.37，总光度是太阳的约850倍。表面温度约为6700K，根据其温度和光度可以得知该星半径为太阳的21倍，质量则为太阳的4-5倍。该星将继续膨胀，成为一个红巨星。